# مشت خشم (مجموعه تلویزیونی)
مشت خشم (انگلیسی: Fist of Fury) یک مجموعه تلویزیونی هنرهای رزمی هنگ کنگی محصول ۱۹۹۵ که اقتباسی از فیلم سینمایی مشت خشم (۱۹۷۲) است. در این سریال دانی ین در نقش چن ژن شخصیتی که پیش از این توسط بروس لی در (در فیلم مشت خشم ۱۹۷۲) و جت لی درفیلم مشت افسانه‌ای به تصویر کشیده شده بود. این سریال همچنین مربوط به فیلم سینمایی افسانه مشت: بازگشت چن زن در سال ۲۰۱۰ است که در آن دانی ین مجدداً نقش خود را تکرار می‌کند.